# Corbett i Courtney przed Kinetografem
Corbett i Courtney przed Kinetografem – amerykański film niemy z 1894 roku w reżyserii William K.L. Dickson i William Heise.